# Неменова, Герта Михайловна
Ге́рта Миха́йловна Неме́нова (16 октября 1905, Берлин — 13 июня 1986, Ленинград) — советская художница, живописец, график. Представитель ленинградской школы живописи, член общества «Круг художников».

## Биография
Родилась в 1905 году в Берлине. Её отцом был известный учёный Михаил Исаевич Неменов (1880—1950), выходец из витебской еврейской купеческой семьи, в 1918 г. основавший в Петрограде Государственный рентгенологический и радиологический институт. Брат-близнец — академик АН Казахской ССР Леонид Михайлович Неменов (1905—1980), физик-атомщик, участвовал в создании первой советской термоядерной бомбы, лауреат Сталинской премии 1953 года. Жила и работала в Ленинграде.
В 1921 г. закончила 10-ю трудовую школу имени Л. Д. Лентовской на ул, Плуталова, 24. Училась в одном классе с поэтом А. И. Введенским. В 1922—1923 входила в состав «Объединения новых течений в искусстве». В 1923 в возрасте 18 лет впервые принимала участие в «Выставке картин петроградских художников всех направлений. 1919—1923».
С 1926 по 1929 гг. училась во ВХУТЕИНе у К. С. Петрова-Водкина и Н. И. Альтмана.
В 1929 вступила в члены общества «Круг художников»; участвовала в 3-й выставке общества «Круг художников» в 1929 году.
Поддерживала творческие отношения c художниками: Н. Д. Емельяновым,А. И. Русаковым, Т. И. Купервассер, Г. Н. Трауготом и В. П. Яновой.
Определяющим событием для творческой жизни художницы было её обучение во Франции. Благодаря высокому положению своего отца в 1929—1930 году, по личной рекомендации А. В. Луначарского, Неменова была направлена на один год для продолжения художественного образования в Париж в сопровождении М. П. Кристи, директора Третьяковской галереи.
В течение пяти месяцев Неменова училась в Academie Moderne у Фернана Леже, бывшего тогда исключительно известным; получила в его мастерской диплом. Неменова является единственной ученицей Фернана Леже, работавшей в России.
В 1930 году участвовала в Осеннем Салоне и в выставке «Сверхнезависимых». В Париже познакомилась с русскими художниками-эмигрантами — А. Бенуа, С. Чехониным, но прежде всего — с Н. Гончаровой и М. Ларионовым; по их протекции познакомилась с А. Марке и П. Пикассо. Определённое влияние М. Ларионова на свою живопись последующего времени Г. М. Неменова неоднократно отмечала.
В 1930—1940-е гг. была женой художника Валентина Ивановича Курдова.
В 1932 г. вступила в члены Союза художников РСФСР. С 1936 г. начала постоянно работать в печатной графике; работала в Литографской Экспериментальной графической мастерской при ЛОСХ.
В 1941 г. эвакуировалась из блокадного Ленинграда в Казань. Работала художником-оформителем в Казанском драматическом театре. Оформила спектакли по пьесе Карло Гольдони «Слуга двух господ» и «Горячее сердце» — по роману Н.Островского. В 1944 г. вернулась в Ленинград.
В 1940-е гг. познакомилась с Анной Ахматовой; впоследствии, в период с 1957 по 1965 гг. сделала ряд её портретных зарисовок.

В 1970-е гг. Г. М. Неменова поддерживала отношения с художниками и поэтами, принадлежавшими т. н. ленинградской альтернативной культуре. Среди них были А. Хвостенко, Л. Богданов, В. Эрль, Е. Михнов-Войтенко, В. Кривулин, К. Кузьминский, Р. Гудзенко, Л. Каценельсон. Молодых художников привлекали к Неменовой её образованность и строгая критика их работы.
В 1961 г. участвовала в выставке в Grosvenor Gallery в Лондоне.
Похоронена на Богословском кладбище Санкт-Петербурга.
Ретроспективная посмертная выставка живописи Г. М. Неменовой прошла в музее Анны Ахматовой, СПб, в 1993 г.

## Творчество
С середины 1920-х Г. М. Неменова преимущественно писала маслом; в послевоенный период не выставляла свою живопись и показывала её только друзьям. В творчестве художницы первое место занимал рисунок. Графика, в том числе литографированная, была для неё самостоятельным искусством. Острый творческий почерк Неменовой легко узнаваем по своей несколько резкой графичной выразительности, иногда доходящей до гротеска.
В 1950-70-е годы художницей создан ряд графических и литографированных серий: городские пейзажи; театральная серия; цирковая серия. В 1972—1979 годах сделала ряд литографий (неизданных) к роману М. Булгакова «Мастер и Маргарита».
Наиболее известна серия портретов писателей и артистов: Марсель Пруст, Казимир Малевич, Борис Пастернак, Николай Гоголь, Фёдор Достоевский, Франц Кафка, Александр Блок, Александр Грин, Марсель Марсо и Чарли Чаплин, Дмитрий Шостакович и Борис Тищенко. Делала она портреты и по своим эскизам более раннего времени (Фернан Леже, Михаил Ларионов). Портретная работа Г. М. Неменовой охватывала значительно более широкий круг: её моделями были знакомые художники, друзья и множество других лиц. Все её натурные портретные рисунки отличались большим сходством.
Произведения Герты Неменовой хранятся в собраниях МОМА (Музей Современного искусства в Нью-Йорке), Государственного Русского музея, Государственной Третьяковской галереи, в Музее Анны Ахматовой, СПб, в других государственных и в частных коллекциях в Англии, Франции, Германии и США.

## Книжная иллюстрация (избранная)
- Аббат Прево. Манон Леско. Перевод Петровского М. А., под ред. Кржевского. М.-Л. Государственное изд-во Художественная литература. 1936 г. Рисунки Г. М. Неменовой. Переплет и титул В. Д. Двораковского.
- Олдингтон Р. Истинный рай. Л., Художественная литература. 1939. Пер. с англ. М. Е. Абкиной. Предисл. О.Немировской. Рисунки Г.Неменовой